# Марк Атилий Регул (консул 267 года до н. э.)
Марк Ати́лий Ре́гул (лат. Marcus Atilius Regulus; III век до н. э.) — древнеримский политический деятель и военачальник, консул 267 и 256 годов до н. э., видный участник Первой Пунической войны. Во время своего первого консульства одержал ряд побед в Южной Италии. Во время второго консульства возглавил поход в Африку против Карфагена, но после первых успехов потерпел полное поражение при Тунете и попал в плен. Спустя несколько лет карфагеняне отправили его в Рим для переговоров; Регул вести переговоры отказался и вернулся в Африку, выполняя данное слово. Здесь он был казнён. В античной литературе Регул стал одним из главных олицетворений староримской доблести и верности долгу.

## Происхождение и начало карьеры

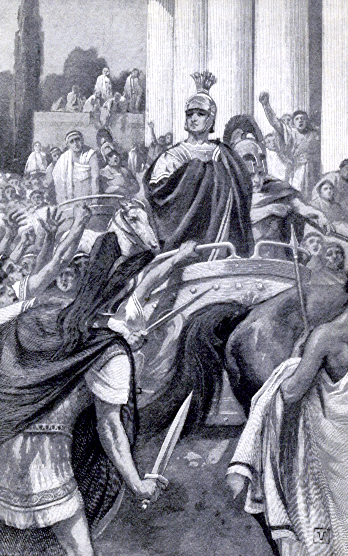
Триумф Регула

Марк Атилий происходил из знатного плебейского рода Атилиев. Консульские фасты называют его сыном Марка и внуком Луция; таким образом, консулы-Атилии 257, 294 и 335 годов до н. э. принадлежали к другой ветви этого рода.
Регул впервые упоминается в источниках под 267 годом до н. э., когда он был избран консулом вместе с патрицием Луцием Юлием Либоном. В эти годы римляне смогли в результате ухода Пирра в Грецию и его гибели там закончить завоевание Италии. Консульством Регула и Либона датированы победа над племенем саллентинов в Апулии, взятие Брундизия, а также покорение пиценов, часть которых была переселена в окрестности Салерна, и сассинатов в Умбрии. Судя по сообщению автора книги «О знаменитых мужах», Регул командовал на южном направлении и именно он отпраздновал триумф над саллентинами и Брундизием.

## Африканская экспедиция
В 256 году до н. э., после того, как умер в начале своего консульского срока Квинт Цедиций, Регул получил своё второе консульство. Его коллегой был патриций Луций Манлий Вульсон Лонг. К этому времени уже восемь лет шла первая война Рима с Карфагеном. Добившись серьёзных успехов в Сицилии и на море, римское командование решило нанести противнику окончательный удар в центре его могущества — в Африке.

### Военные действия на море
Консулы возглавили огромный флот, насчитывавший 330 кораблей, на борту которых находилась 40-тысячная армия вторжения. Согласно Флору, в составе этой армии были те, «кто потерял храбрость от одного упоминания о Пунийском море и его ужасах» и отказались плыть в Африку; Регулу пришлось пригрозить секирой трибуну Навтию, чтобы добиться повиновения.
Карфагеняне преградили путь римскому флоту у мыса Экном на юго-востоке Сицилии. Состоявшееся здесь сражение стало одной из крупнейших морских битв в истории. Чтобы нейтрализовать преимущество врага в манёвренности, Регул и Вульсон выстроили свой флот в форме треугольника; тем не менее карфагеняне смогли разорвать римское боевое построение притворным отступлением и нанести массированный удар по двум римским эскадрам из четырёх. Некоторое время преимущество было на их стороне, но вследствие большей стойкости римлян и их превосходства в абордажных схватках карфагеняне были разбиты. Их правый фланг попал в окружение и был уничтожен почти полностью, так что они потеряли 64 корабля против всего 22 у римлян. Эта победа открыла перед Регулом и Вульсоном путь в Африку; при этом в историографии отмечают, что враг был разбит благодаря рядовому составу римских армии и флота, тогда как карфагенское командование было явно более квалифицированным.

### Победы на суше

Действия Регула в Африке (256—255 годы до н. э.)

Римляне достигли африканского побережья у Гермесова мыса, восточнее тех мест, где их ждали, и вдоль берега проследовали до города Клупея, который взяли и сделали базой для дальнейшего наступления. Пользуясь бездействием карфагенского командования, консулы опустошили близлежащие территории, захватили огромную добычу и 27 тысяч пленных. Ответом на запрос к сенату о дальнейших инструкциях стал приказ для Вульсона вернуться в Италию с половиной армии и всей добычей. Причиной этого было, видимо, недовольство затянувшимися военными действиями со стороны основной массы легионеров, которые хотели как можно быстрее вернуться к своим крестьянским хозяйствам. Даже сам Регул просил сенат прислать ему преемника, поскольку «из его маленького имения разбежались наёмные работники», но эта просьба не была удовлетворена.
У Регула осталось 40 кораблей, 15 тысяч пехотинцев и 500 всадников. С этими силами он возобновил грабёж земель между Карфагеном и Утикой. Противник, отозвавший часть своих войск из Сицилии, пришёл на помощь осаждённому Адису, и здесь состоялось первое сухопутное сражение африканской кампании. Из-за особенностей местности карфагеняне не смогли использовать слонов и конницу, так что Регул одержал полную победу. Результатом стали установление контроля над семьюдесятью городами, включая Тунет, восстание нумидийцев, ставшее, согласно Полибию, ещё более опасным для карфагенян, чем действия римлян, и возникновение непосредственной угрозы для столицы карфагенской державы.
В этой ситуации начались переговоры о мире. Условия Регула были явно невыполнимы: помимо Сицилии и Сардинии, он требовал возмещения всех военных убытков, выплаты ежегодной дани, отказа Карфагена от военного флота и от самостоятельной внешней политики. Карфагеняне с возмущением отвергли эти требования и начали готовиться к новому этапу военных действий.

### Разгром
Зимой 256/255 года до н. э. Регул бездействовал в районе Тунета, дав карфагенянам возможность набрать новую наёмную армию, главным образом из греков и нумидийцев, и подготовить большое количество боевых слонов. Командование армией было доверено Ксантиппу, присланному Спартой и считавшему, что вести боевые действия необходимо на равнине, где карфагеняне могут реализовать своё преимущество в коннице и слонах.
Весной 255 года до н. э. состоялось решающее сражение при Тунете. Согласно Аппиану, Регул совершил ошибку, когда, приблизившись к противнику после дневного марша, проходившего в жаркую погоду, сразу двинул своих усталых людей в бой. Римская конница была легко разбита, а пехота поначалу смогла потеснить карфагенских наёмников, но попала в окружение, была атакована слонами и почти полностью уничтожена. Всего две тысячи римлян смогли пробиться в Клупею; 500 человек попали в плен, и среди них оказался Марк Атилий. Римское командование вскоре эвакуировало остатки армии Регула, однако сам флот на обратном пути попал в бурю и был практически полностью уничтожен; таким образом, африканская экспедиция Рима потерпела крах.

## Посольство в Рим и гибель
Регул провёл в плену не менее пяти лет. В 250 году до н. э., после поражения при Панорме, нанесённого Карфагену Луцием Цецилием Метеллом, карфагеняне отправили в Рим послов для ведения переговоров об обмене пленными. С этим посольством был отправлен и Марк Атилий, причём ему было поставлено условие: он должен был вернуться в Карфаген, если римляне не освободят ряд знатных пленников.
Рассказ об этом посольстве и гибели Регула содержится у многих античных авторов, но в историографии его достоверность подвергается сомнению. Согласно античной традиции, Марк Атилий, прибыв в Рим, заявил, что «не может носить звание честного гражданина после того, как был рабом у африканцев», и не может быть сенатором, поскольку связан данной врагу клятвой. В дальнейшем Регул вёл себя так, будто он не римлянин: он даже отказался обнять жену и детей. В сенате Марк Атилий сообщил о данном ему поручении, но при этом постарался убедить сенаторов не принимать условий пунов, «так как те уже сломлены столькими лишениями и не имеют никакой надежды», а пленных карфагенян, молодых и способных военачальников, не стоит обменивать на него — бесполезного старика. В дальнейшем он, несмотря на уговоры римлян, вернулся в Карфаген, считая невозможным нарушить слово, даже если оно дано врагу, хотя и понимал, что идёт на верную и мучительную смерть.
В Карфагене Марка Атилия казнили. По одной из версий, его посадили в деревянный ящик, обитый изнутри гвоздями, так что он погиб из-за боли и невозможности заснуть. Цицерон говорит о пытке бессонницей или бессонницей и голодом. По другой версии, он был распят.
Авл Геллий цитирует рассказ Квинта Элия Туберона об истязаниях, которым карфагеняне подвергли Регула:

Они запирали его в глубокую подземную темницу и спустя длительное время, когда солнце казалось наиболее раскалённым, внезапно выводили и держали, поставив прямо против солнечных лучей, принуждая смотреть на небо. А для того, чтобы он не мог опустить веки, они пришивали их, разведя вверх и вниз.
— Авл Геллий. Аттические ночи, VII, 4, 3.
Согласно Диодору Сицилийскому, веки Регулу отрезали. Потом пленника заперли в маленькой и узкой хибарке и натравили на него специально разозлённого дикого слона; тот вытянул Марка Атилия из его убежища и растоптал. «Таким образом великий полководец, как будто преследуемый слепой яростью, испустил последний вздох и умер самой гнусной смертью».
Тот же Авл Геллий сообщает, что, узнав о расправе над Регулом, сенат передал семье Марка Атилия карфагенских пленников, и те были из мести насмерть замучены бессонницей в ящиках, утыканных крюками. Существует предположение, что в действительности Регул умер в плену своей смертью, а легенда об истязаниях возникла вследствие жестокого обращения с карфагенскими пленными, выданными Атилиям в качестве заложников.

## Семья
Марк Атилий был женат на Марции. Его сыновьями были Марк и Гай, консулы 227 и 225 годов до н. э. соответственно.

## Память о Регуле
В литературе последующих эпох Регул стал героем многочисленных историй о самопожертвовании и о верности слову, даже если оно дано врагу. Теодор Моммзен называет эти истории «противной мишурой, представляющей резкий контраст с серьёзной и ничем не приукрашенной историей». Поведение Марка Атилия в плену считалось образцовым для римлянина, попавшего в такую тяжёлую ситуацию.
Диодор Сицилийский изобразил Регула как человека глупого и высокомерного. Марк Атилий оказался неспособен «достойно нести тяжкое бремя успеха»: он отказался от почётного для Рима мира и своими чрезмерными требованиями вызвал гнев богов. Именно из-за его глупости и наглости Первая Пуническая война оказалась столь долгой и стоила жизни такому множеству людей. Сам Регул получил в ответ на свою заносчивость бесчестие и позор.
Ещё одна тема, в связи с которой использовался образ Регула, — это тема старинной римской воздержанности и простоты нравов. Марк Атилий считался одним из тех видных деятелей Римской республики, кто сочетал выдающееся положение и большие заслуги перед родным городом с простым образом жизни. В источниках упоминается его письмо к сенату, написанное из Африки: в самый разгар войны, после ряда побед, Регул просит найти ему преемника, поскольку управляющий его маленького имения (площадью всего семь югеров) умер, работники разбежались, украв при этом все орудия труда, и теперь семье полководца грозит голод, а его полю — запустение. Сенату пришлось взять Атилиев на государственное содержание. Такой образ — государственного мужа, воина и одновременно скромного землевладельца — стал особенно востребованным из-за вытеснения в позднеантичной Италии мелкого частного хозяйства крупными латифундиями с характерной для них проблемой низкой эффективности рабского труда.
Регул стал центральным персонажем трехактной оперы Иоганна Адольфа Гассе «Атилий Реґул» на либретто Пьетро Метастазио, поставленной в Дрездене в 1750 году, ряда других музыкально-драматических произведений.
Регул стал главным героем романа Ярмилы Лоукотковой «Невидимые павлины» (1997).